# Ivan III van Moskou
Ivan III Vasilevitsj (Russisch: Иван III Васильевич) (Moskou, 22 januari 1440 – aldaar, 27 oktober 1505), bijgenaamd de Grote, was van 1462 tot 1505 grootvorst van het Grootvorstendom Moskou. Hij consolideerde het rijk tegen de Wolga-Tataren en trouwde met Sophia Palaiologina, nicht van de laatste Byzantijnse keizer Constantijn XI Palaiologos Dragases.
Hij nam de dubbelkoppige adelaar over als machtssymbool. Ivan III bracht verdere centralisering van de Russische landen onder leiding van Moskou. In 1471 veroverde hij Novgorod, waarna hij de landen van Novgorod in 1478 bij Moskou voegde. Hij verbrak in datzelfde jaar de betrekkingen met de Gouden Horde. Dit betekende het einde van de Tataarse macht in Rusland.
In 1493 sloot hij een verdrag met koning Johan van Denemarken die Zweden onder zijn controle wilde brengen. Hij kreeg de toezegging van gebiedsuitbreiding met Finland en stemde ermee in een oorlog te ontketenen met Zweden, wat in 1495 leidde tot een Russisch-Zweedse oorlog. De Zweden werden  verslagen en Johan liet zich in 1497 tot koning kronen. De oorlog die Rusland was aangegaan met Zweden werd hiermee beëindigd, maar Johan hield zich niet aan de beloften van gebiedsschenkingen aan de Russen. Daarom werd er geen vrede gesloten. De beide landen voerden daarna nog eeuwen oorlog.
Zijn bewind werd ook gekenmerkt door een Russische Renaissance.
Hij werd opgevolgd door zijn zoon Vasili III.